# Campo Carreras
Campo Carreras ist ein Ortsteil des Dorfes Rodeo Colanzulí im Nordwesten Argentiniens im Departamento Iruya der Provinz Salta. Er befindet sich in etwa 7 km Entfernung zum Dorf Iruya an einem Steilhang am Fluss Colanzulí (auch Iruya genannt).

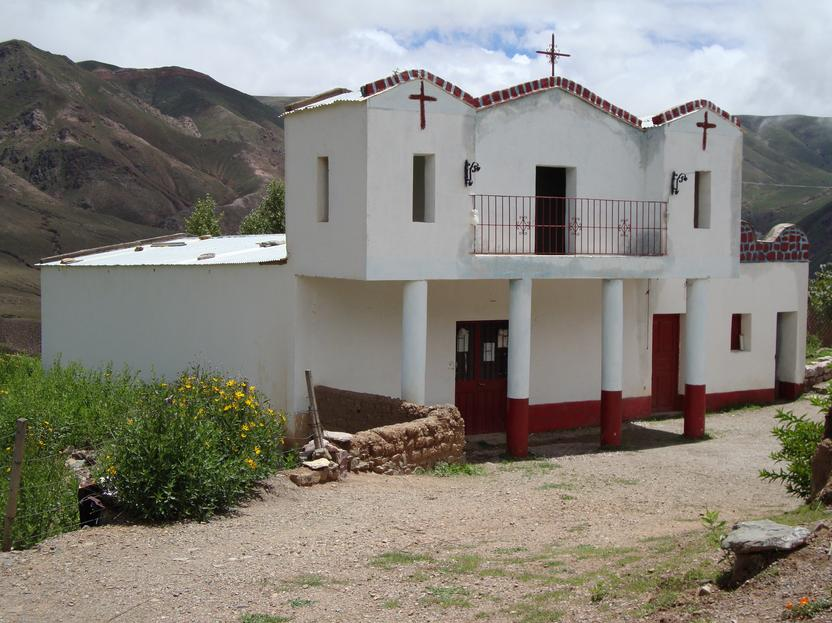
Kirche von Campo Carreras

Campo Carreras gehört zur Finca Santiago, dem ersten Gemeinschaftsanwesen Argentiniens. Der Ort hat eine Kirche und eine Schule (escuela Nº4604).
Campo Carreras ist über die unbefestigte Landstraße Ruta Provincial 165-S nach Süden mit dem 2 km entfernten Ortsteil Río Grande, sowie nach Norden mit dem 3 km entfernten Nachbardorf Pueblo Viejo verbunden. 
Zwischen Campo Carreras und Iruya gibt es eine Busverbindung über die Ruta Provincial 133. Der Bus hält an der Haltestelle Pie de la Cuesta (Lage: 22° 51′ S, 65° 14′ W). Von Iruya aus erreicht man das Dorf zu Fuß in etwa dreieinhalb Stunden.